# Menifee
Menifee es una ciudad ubicada en el condado de Riverside en el estado estadounidense de California, fundada en 2008. En el año 2000 tenía una población de 77 705 habitantes y una densidad poblacional de 600 personas por km².

## Geografía
Menifee se encuentra ubicada en las coordenadas 33°41′05″N 117°10′16″O / 33.68472, -117.17111. Según la Oficina del Censo, la ciudad tiene un área total de 129,5 km² (50,0 mi²). Menifee se encuentra dentro del Valle Coachella.

## Clima
| Parámetros climáticos promedio de Menifee, California                        | Parámetros climáticos promedio de Menifee, California | Parámetros climáticos promedio de Menifee, California | Parámetros climáticos promedio de Menifee, California | Parámetros climáticos promedio de Menifee, California | Parámetros climáticos promedio de Menifee, California | Parámetros climáticos promedio de Menifee, California | Parámetros climáticos promedio de Menifee, California | Parámetros climáticos promedio de Menifee, California | Parámetros climáticos promedio de Menifee, California | Parámetros climáticos promedio de Menifee, California | Parámetros climáticos promedio de Menifee, California | Parámetros climáticos promedio de Menifee, California | Parámetros climáticos promedio de Menifee, California |
| Mes                                                                          | Ene.                                                  | Feb.                                                  | Mar.                                                  | Abr.                                                  | May.                                                  | Jun.                                                  | Jul.                                                  | Ago.                                                  | Sep.                                                  | Oct.                                                  | Nov.                                                  | Dic.                                                  | Anual                                                 |
| ---------------------------------------------------------------------------- | ----------------------------------------------------- | ----------------------------------------------------- | ----------------------------------------------------- | ----------------------------------------------------- | ----------------------------------------------------- | ----------------------------------------------------- | ----------------------------------------------------- | ----------------------------------------------------- | ----------------------------------------------------- | ----------------------------------------------------- | ----------------------------------------------------- | ----------------------------------------------------- | ----------------------------------------------------- |
| Temp. máx. media (°C)                                                        | 22.2                                                  | 22.8                                                  | 24.4                                                  | 27.2                                                  | 30.6                                                  | 35                                                    | 37.8                                                  | 37.8                                                  | 36.1                                                  | 31.1                                                  | 26.1                                                  | 22.2                                                  | 30                                                    |
| Temp. mín. media (°C)                                                        | 7.8                                                   | 9.4                                                   | 11.7                                                  | 13.9                                                  | 15.6                                                  | 17.8                                                  | 19.4                                                  | 21.1                                                  | 20.6                                                  | 16.7                                                  | 10.6                                                  | 6.7                                                   | 14.4                                                  |
| Precipitación total (mm)                                                     | 43.2                                                  | 39.1                                                  | 34.3                                                  | 20.3                                                  | 4.6                                                   | 2                                                     | 0.5                                                   | 2.3                                                   | 7.6                                                   | 7.1                                                   | 25.9                                                  | 42.9                                                  | 306.1                                                 |
| Fuente: Weather Channel Average weather Weather Channel Retrieved 2008-03-29 |                                                       |                                                       |                                                       |                                                       |                                                       |                                                       |                                                       |                                                       |                                                       |                                                       |                                                       |                                                       |                                                       |